# Антагонисты NMDA-рецептора

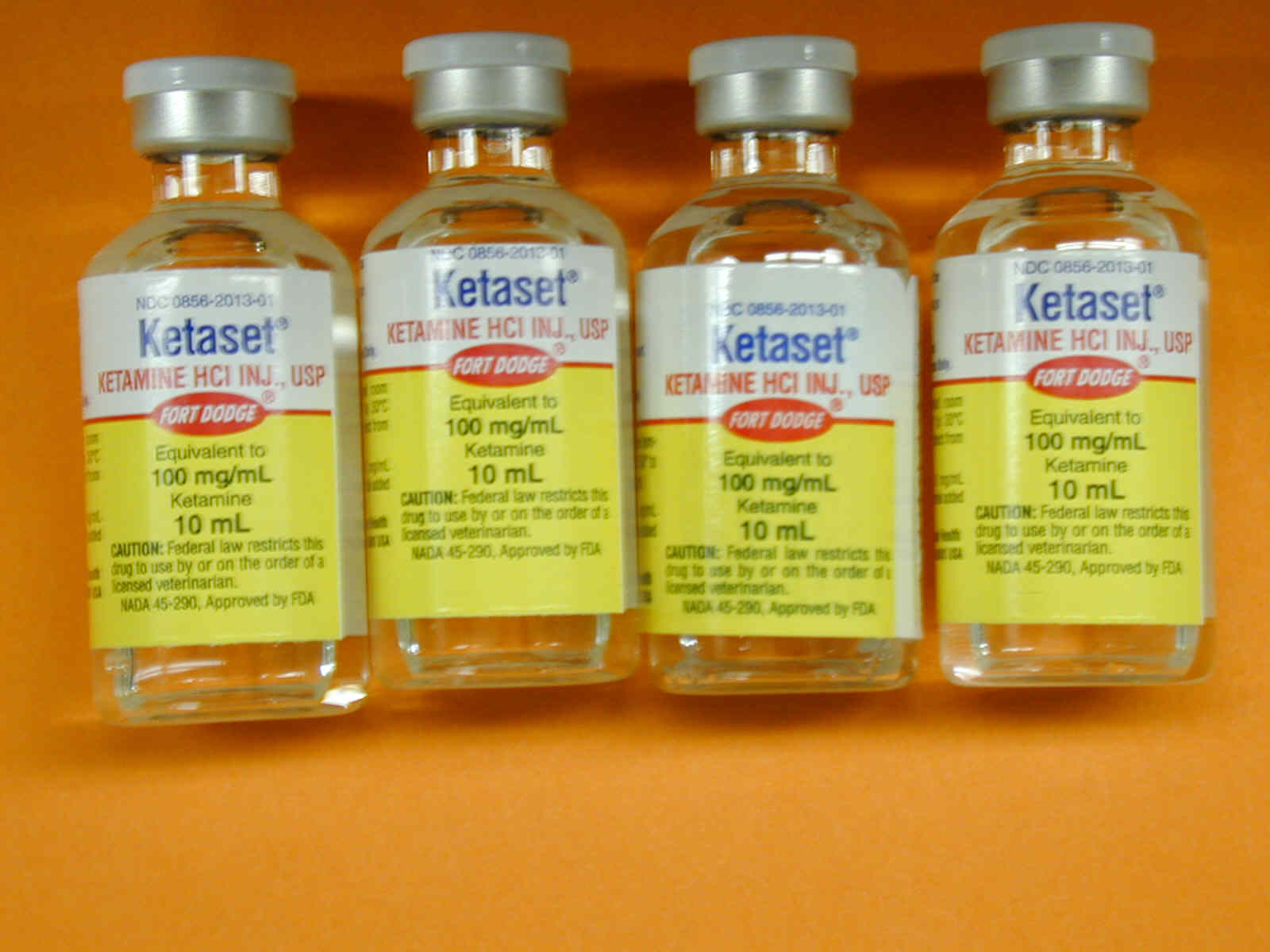
Кетамин, распространённый NMDA-антагонист

Антагонисты NMDA рецептора, или NMDA-антагонисты (иногда «НМДА-антагонисты») — класс анестетиков, ингибирующих действие N-метил-D-аспартатного (NMDA) рецептора. NMDA-антагонисты часто применяются для анестезии животных, реже — человека, у которого они вызывают состояние так называемой диссоциативной анестезии. Исследования на грызунах показывают, что NMDA-антагонисты при чрезмерном использовании могут вызывать специфическое повреждение мозга — так называемые «лезии Олни», однако пока нет опубликованных данных о выраженности этой патологии у приматов.
Некоторые NMDA-антагонисты, такие как кетамин, декстрометорфан и фенциклидин, обрели популярность у любителей психоактивных веществ благодаря своим галлюциногенным свойствам. При использовании в целях получения удовольствия и новых ощущений они классифицируются как диссоциативные средства. При низкой субанестетической дозировке они оказывают слабое стимулирующее действие, за которым при повышении дозировки следует диссоциация и галлюцинации.

## Применение и действие
Диссоциативная анестезия, вызываемая NMDA-антагонистами, характеризуется каталепсией, амнезией и анальгезией.  Кетамин и другие NMDA-антагонисты наиболее часто сочетаются с диазепамом при анестезии в ходе операций косметической и восстановительной пластической хирургии, а также при оперировании ожогов. Кетамин является препаратом выбора при неотложных операциях, когда анамнез пациента неясен, потому что он в меньшей степени подавляет дыхательную активность и кровообращение по сравнению с другими анестетиками. Декстрометорфан широко используется в качестве противокашлевого средства.
Подавление функции NMDA-рецептора вызывает ряд негативных симптомов. Так, угасание его активности с возрастом может отчасти обусловливать ухудшение памяти в старости.  Шизофрению также связывают с неустойчивой активацией NMDA-рецептора, в рамках «глутаматной гипотезы», направленной на объяснение некоторых клинических находок и патологических проявлений болезни. Догадки о возможной связи шизофрении с NMDA-гипофункцией появились при изучении наркоманов, потреблявших в начале 1980-х NMDA-антагонист — «ангельскую пыль», хотя, возможно, её психотомиметический эффект не ограничивается действием на NMDA-рецептор. Эндогенным NMDA-антагонистом является также кинуреновая кислота, повышение уровней которой гипотетически связывают с ухудшением симптомов шизофрении. Антагонисты NMDA-рецептора вызывают нарушения, схожие с вышеуказанными, а при их избыточном или длительном приёме возникают «психотомиметические» эффекты, напоминающие психозы при шизофрении. В частности, при использовании этих препаратов отмечались галлюцинации, параноидный бред, замешательство, рассредоточенность, возбуждение, перепады настроения, кошмары, кататония, атаксия, анестезия, снижение способностей к обучению и нарушение памяти. У животных длительный приём NMDA-антагонистов снижает экспрессию парвальбумина и ГАМК-синтезирующего фермента GAD67, что совпадает с изменениями, обнаруживаемыми посмертно в мозге людей, больных шизофренией.
NMDA-антагонисты метаболизируются печенью, и частое их использование может вызвать толерантность, поскольку со временем печень ускорит вывод активных веществ из кровотока.

## Нейротоксичность
NMDA-антагонисты могут вызвать серьёзное повреждение мозга в таких областях, как кора поясной извилины и ретроспленальная кора. Экспериментальный NMDA-антагонист MK-801 в опытах вызывает у грызунов нейрональную вакуолизацию, развивающуюся в необратимые повреждения, «лезии Олни».
Обнаружено множество средств, способных снизить риск нейротоксичности при использовании NMDA-антагонистов. Альфа-2 агонисты центрального действия, такие как клонидин и гуанфацин, как считается, обладают наиболее специфическим влиянием на этиологию токсического процесса. Нейротоксичность антагонистов NMDA рецепторов могут снижать и другие медикаменты, действующие на различные нейромедиаторные системы — это антихолинергические препараты, диазепам, барбитураты,
этанол, агонисты серотониновых 5-HT2A рецепторов
и мусцимол.

## Возможное противодействие эксайтотоксичности
Токсичность при перевозбуждении нейронов, или эксайтотоксичность, во многом связана с активностью NMDA-рецепторов, и поэтому исследователи возлагали надежды на применение антагонистов в противодействии эксайтотоксичности при травмах мозга, инсульте, нейродегенеративных заболеваниях, таких как болезнь Альцгеймера, болезнь Паркинсона, болезнь Гентингтона. Противовесом служит риск развития лезий Олни, хотя есть свидетельства того, что они не возникают у людей, к тому же успешно начат поиск средств для предотвращения данного осложнения. Неблагоприятные побочные эффекты стали причиной провала большинства клинических испытаний NMDA-антагонистов, поскольку рецепторы играют важную роль в работе глутаматергической системы. Вмешательством в нормальную работу мозга можно объяснить и гибель нейронов, иногда отмечающуюся при использовании антагонистов.

## Механизм действия

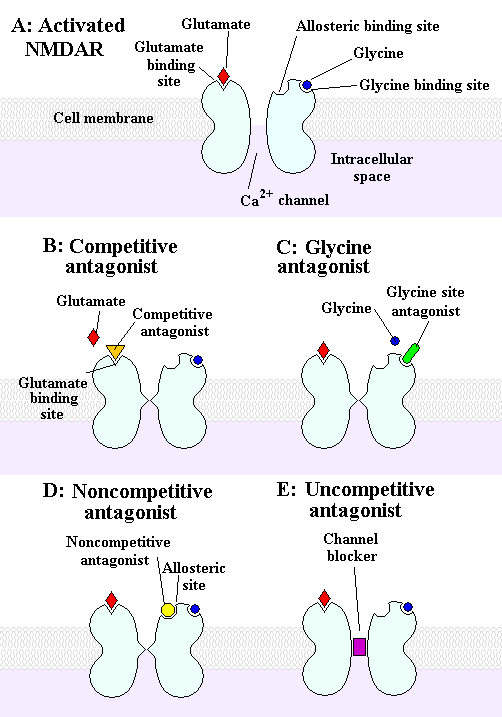
Упрощённая модель активации и блокировки NMDA-рецептора.

NMDAR — ионотропный рецептор, пропускающий электрические сигналы от нейрона к нейрону в головном и спинном мозге. Для передачи сигнала канал рецептора должен быть открыт. Чтобы открыть канал, требуются лиганды: глутамат и глицин. При открытии канала и одновременной связи с глицином и глутаматом, NMDA-рецептор называют «активированным».
Антагонисты, связываясь с аллостерическими сайтами на белках, составляющих рецептор, закрывают ионный канал, ингибируя его активность. Всего выделяют четыре категории антагонистов: 
конкурентныеблокирующие место связи рецептора с глутаматом,
глициновые антагонистыблокирующие глициновый сайт,
неконкурентные антагонисты аллостерического действиясвязывающиеся с аллостерическими сайтами,
неконкурентные антагонисты прямого действияблокирующие сам ионный канал.

## Примеры NMDA-антагонистов
Неконкурентные прямого действия (блокаторы ионного канала):
- Амантадин — терапия болезни Паркинсона и гриппа.[32][33]
- Атомоксетин – ингибитор обратного захвата норэпинефрина, препарат для терапии СДВГ[34]
- Декстрометорфан — распространенное противокашлевое составляющее многих лекарств.[35]
- Декстрорфан — активный метаболит декстрометорфана. Запрещён к свободной продаже.[35][36]
- Ибогаин — запрещенная субстанция.[36][37]
- Кетамин — анестетик, психоактивное средство.[38]
- Закись азота — анестезия, в частности, при лечении зубов.[39]
- Фенциклидин, запрещён.[36]
- Рилузол — терапия амиотрофического латерального склероза.[40]
- Тилетамин — анестезия животных.
- Мемантин — антагонист с умеренной аффинностью, зависимый от напряжения.[41] Терапия болезни Альцгеймера.[42]

Неконкурентные антагонисты аллостерического действия:
- Дизоцильпин (MK-801) — экспериментальный препарат.[43]
- Аптиганел — связывается с Mg2+ сайтом.
- Ремацимид — его основной метаболит представляет собой низкоаффинный антагонист.[44]
- HU-211, энантиомер сильнодействующего каннабиоида HU-210, не имеющий психоактивных свойств каннабиоидов.[45]

Глициновые антагонисты:
- 7-хлорокинуренат.[46]
- DCKA (5,7-дихлорокинуреновая кислота).[47]
- Кинуреновая кислота — вырабатывается в организме человека.[48]
- 1-аминоциклопропанокарбоксильная кислота (ACPC)
- Лакозамид, прототип с возможной антиэпилептической активностью, а также возможное средство против нейропатической боли при диабете.[49]

Конкурентные антагонисты:
- AP7 (2-амино-7-фосфоногептаноевая кислота)[50]
- APV (R-2-амино-5-фосфонопентаноат)[51]
- CPPene (3-[(R)-2-карбоксипиперазин-4-yl]-проп-2-энил-1-фосфоновая кислота)[52]